# Antônio Martins da Cruz Jobim

Armas do barão de Cambaí.

Antônio Martins da Cruz Jobim, (Rio Pardo, 20 de novembro de 1809 — São Gabriel, 17 de junho de 1869), o Barão de Cambaí (Cambahy, na grafia antiga), foi um nobre e comerciante brasileiro.

## Família
Filho de tenente José Martins da Cruz Jobim (1758-1819), português da freguesia de Jovim, no conselho de Gondomar, e de sua primeira esposa, Eugénia Rosa Joaquina Pereira Fortes (c. 1767-1812), Antônio foi enviado jovem ao Rio de Janeiro para aprender sobre comércio. 
Tendo alcançado grande fortuna, casou-se com Anna Carolina de Sousa Brasil (1812-1881), em 14 de janeiro de 1833, em Rio Pardo.
Sua meia-irmã, Maria Joaquina, foi bisavó do famoso cantor Tom Jobim. 
Foi irmão inteiro do barão de Cambaí o conselheiro José Martins da Cruz Jobim, médico da Família Imperial de 1831 a 1878, deputado e senador do Império do Brasil, diretor do Hospício Dom Pedro II, na Urca, e co-fundador da Academia Imperial de Medicina em 1829 e 1834, e tetravô de S.E. Maria Augusta de Araújo Jobim, condessa de Wilson.

## Revolução Farroupilha
Durante a Revolução Farroupilha, Jobim colaborou com o lado legalista, tendo por isso sido agraciado com a Imperial Ordem da Rosa, com a comenda da Imperial Ordem de Cristo e finalmente com o título de barão, em 1859. Durante a Guerra do Paraguai, Antônio fez duas importantes doações para ajudar nos gastos com a guerra. 

## Sobrado do Cambaí
O barão residiu por muitos anos em São Gabriel, onde faleceu. Em sua estância, localizada a poucos quilômetros da BR-290 na cidade, construiu um sobrado no ponto alto do campo, rodeada por matos e arbustos, e com duas escadarias laterais, além de construções anexas. Teria mandado, na época da construção, assentar moedas de prata nos cantos do imóvel, para marcar a era da construção. Em 1846, durante sua excursão na Província de São Pedro do Rio Grande do Sul, o Imperador Dom Pedro II hospedou-se na "Estância do Sobrado", assim como o então governador e o bispo da época. Em 1858, o médico e explorador alemão Robert Christian Avé-Lallemant registrou que a estância era "uma das mais belas de todo o país e, pela situação, talvez a mais bela". Nos dias de hoje, o Sobrado do Cambaí se encontra em ruínas, restando apenas as paredes de barro com vigas atadas em tentos.